# Рубцов, Александр Григорьевич
Александр Григорьевич Рубцов (1910, село Вячка, Кирсановский районТамбовской области—6 апреля 1945 года) — старший сержант, командир расчёта пулемётной роты 296-го стрелкового полка; полный кавалер ордена Славы.

## Биография
Александр Григорьевич Рубцов, русский, родился в крестьянской семье в 1910 году, в селе Вячка (район ныне называется Кирсановский) Тамбовской области.
- Получил начальное образование.
- До войны и в её первые годы работал в колхозе.
  - 1931—1935 гг. — проходил срочную службу в рядах Красной Армии[1].
- март 1944 года — призван в Красную Армию Выборгским райвоенкоматом город Ленинград (Санкт-Петербург).
  - В этом же году попал на фронт Великой Отечественной войны.
  - Воевал наводчиком станкового пулемёта пулемётной роты 296-го стрелкового полка в составе 13-й стрелковой дивизии 21-й армии Ленинградского фронта.

### Подвиги
- 16 июня 1944 года — сержант Рубцов, наводчик станкового пулемёта, в районе г. Кивеннапа (Ленинградской области), при отражении контратаки противника, уничтожил около 15 гитлеровцев.
  - 26 июня 1944 года — он был награждён орденом Славы 3 степени.
- 21 января 1945 года — командир расчёта пулемётной роты того же полка и дивизии (59-я армия, 1-й Украинский фронт) старший сержант Рубцов в бою за населённый пункт Подлипе (22 км восточнее г. Домброва-Гурнича, Польша) истребил 11 фашистов.
  - Приказом по войскам 59-й армии (№ 19/н) 16 февраля 1945 года был награждён орденом Славы 2 степени.
- 2 марта 1945 года, при овладении укреплённым пунктом Айххеузель (в 5 километрах юго-западнее города Нойштадт (ныне Дембовец, в гмине Прудник Опольского воеводства Польши)) пулемётным огнём поддерживал наступление наших подразделений. Расчёт Рубцова отразил неоднократные контратаки врага, подавил несколько огневых точек, сразил несколько десятков гитлеровцев. В этом бою был тяжело ранен, но с позиции не ушёл.
  - Указом Президиума Верховного Совета СССР от 15 мая 1946 года старший сержант Рубцов Александр Григорьевич был награждён орденом Славы 1 степени и стал полным кавалером ордена Славы.

- 6 апреля 1945 года Рубцов Александр Григорьевич скончался от полученных ранений в госпитале 202-го полевого эвакуационного пункта. Был похоронен на гарнизонном кладбище города Обер-Глогау (ныне город Глогувек), Опольское воеводство, Польша[2].

## Даты указов
- 26.06.1944 — Орден №96298
- 16.02.1945 — Орден №10130
- 15.05.1946

## Память
В селе Вячка на здании школы установлена мемориальная доска.